# Prachtzwamkevers
De prachtzwamkevers, tonderkevers of tondelkevers (Erotylidae) zijn een familie van kevers (Coleoptera) in de onderorde van de Polyphaga.

## In Nederland waargenomen soorten
- Genus: Combocerus
  - Combocerus glaber
- Genus: Cryptophilus
  - Cryptophilus integer
  - Cryptophilus angustus
  - Cryptophilus obliteratus
  - Cryptophilus propinquus
- Genus: Dacne
  - Dacne bipustulata - (Tweepunttonderkevertje)
  - Dacne rufifrons
- Genus: Pharaxonotha
  - Pharaxonotha kirschii
- Genus: Triplax
  - Triplax aenea
  - Triplax lacordairii
  - Triplax rufipes
  - Triplax russica - (Glanzende tonderkever)
- Genus: Tritoma
  - Tritoma bipustulata - (Grote tonderkever)